# May so
May so (gốc tiếng Pháp maillechort, đặt theo hai người Pháp là Maillet và Chorier đã luyện vào năm 1819) thông thường chính là hợp kim của đồng với niken, và đôi khi có thêm kẽm. Chúng có màu sắc đặc trưng giống bạc, nhưng lại không hề có nguyên tố bạc trong thành phần. Ngoài ra may so còn có tên khác như bạc Đức, bạch đồng (gốc tiếng Trung: 白銅, bính âm Paktong) hay bạc mới (gốc tiếng Đức Neusilber), Alpacca (thương hiệu từ nhà sản xuất Đức Berndorf).

## Thành phần hóa học
Rất nhiều hợp kim may so xuất hiện thời kỳ đầu là bạc niken. Phần lớn bao gồm đồng và niken, thỉnh thoảng người ta có bổ sung một vài nguyên tố như, kẽm, ăng ti moan, thiếc, chì và cadmi. Một ví dụ điển hình là hợp kim No. 752, có 65%Cu, 18%Ni và 17%Zn.